# Anna Kingsford
Anna Kingsford (16 de setembre de 1846 – 22 de febrer de 1888), va ser una anglesa anti-viviseccionista, vegetariana i defensora dels drets de les dones.
Va ser una de les primeres dones angleses en obtenir una llicenciatura en medicina, després d'Elizabeth Garrett Anderson, i l'única estudiant de medicina a graduar-se sense haver experimentat amb cap animal. Va cursar els estudis a París, es va graduar el 1880 després de sis anys d'estudis, de manera que hauria pogut continuar la seva defensa dels animals des d'una posició d'autoritat. La seva tesi final, L'Alimentació vegetal de l'home, que detallava els beneficis del vegetarianisme, fou publicada en anglès com The Perfect Way in Diet (1881). Va fundar la Societat de Reforma Alimentària el mateix any, viatjant al Regne Unit per parlar del vegetarianisme, i a París, Ginebra i Lausana per combatre l'experimentació amb animals.
Kingsford estava interessada en el budisme i el gnosticisme, i esdevingué una persona activa en el moviment teosòfic a Anglaterra, convertint-se en presidenta de la lògia londinenca de la Societat Teosòfica el 1883. Va assegurar haver rebut idees en estats de trànsit i en somnis; que foren recollides en els manuscrits i fullets del seu col·laborador Edward Maitland, i publicades pòstumament en el llibre Vestit amb el sol (1889).
Les malalties la van perseguir tota la vida i va morir amb 41 anys, per una pneumònia. Els seus escrits van ser pràcticament desconeguts durant més de 100 anys després que Maitland publiqués la seva biografia, The Life of Anna Kingsford (1896), encara que Helen Rappaport va escriure el 2001 que la seva vida i el seu treball es tornaven a estudiar.